# Gestippelde duikerwants
De gestippelde duikerwants of gewone duikerwants (Corixa punctata) is een insect uit de familie duikerwantsen (Corixidae).

## Soorten
In Nederland en België komen meerdere soorten duikerwantsen voor, zoals de kustduikerwants (Corixa affinis) maar deze zijn minder algemeen. Deze soort komt in vrijwel heel Europa voor in sloten en plassen en ook wel in tijdelijke poelen.

## Beschrijving
Net zoals andere in het water levende wantsen heeft de gestippelde duikerswants vleugels waarmee gevlogen kan worden als een poel uitdroogt. De vleugels zitten onder de dekvleugels en zijn in rust niet te zien. De gestippelde duikerwants lijkt enigszins op het bootsmannetje, maar is te onderscheiden door een minder gekielde rug, een geheel bruine lichaamskleur en een rondere achterzijde. Ook zwemt de gestippelde duikerwants, anders dan de bootsmannetjes, niet op de rug en blijft de soort kleiner, ongeveer 12 millimeter.

## Levenswijze
Het menu bestaat niet uit levende prooien zoals bij andere soorten in het water levende wantsen maar uit planten zoals algen, en dood materiaal. Om aan voedsel te komen wordt de bodem afgespeurd. Af en toe moet er adem worden gehaald aan de oppervlakte. Dan drijft de wants aan het oppervlak en steekt de kop iets boven water. Er is dus geen adembuis zoals bij veel andere waterwantsen. De lucht wordt vastgehouden op de rug tussen de dekschilden, en kan worden waargenomen als een zilveren glans. Daarna zwemt hij weer naar beneden met de roeispaan-achtige poten waarop kleine haartjes zitten, vooral aan de achterste poten. De middelste poten hebben een klein klauwtje om zich vast te kunnen houden want door de luchtbel stijgt de wants anders naar boven. In rust, hangend aan een object, steekt de duikerwants de zwempoten zijwaarts. De voorste poten zijn korter en tang-achtig om voedsel te kunnen vasthouden terwijl de zuigsnuit deze uitzuigt.